# Arthur (Europa-Park)
Arthur (Eigenschreibweise ARTHUR) im Europa-Park im baden-württembergischen Rust ist ein Stahlachterbahn-Darkride-Hybrid vom Modell Inverted Powered Coaster des Herstellers Mack Rides, der am 18. September 2014 offiziell eröffnet wurde.
Die Thematisierung der Achterbahn ist den drei Spielfilmen Arthur und die Minimoys nachempfunden.
Die Strecke verläuft größtenteils durch die neu errichtete „Arthur-Halle“. Zweimal verlassen die Züge die Halle und fahren im Außenbereich mit höherer Geschwindigkeit. Die unter den Wagen der Züge hängenden Gondeln werden während der Fahrt mit Elektromotoren in bestimmte Positionen gedreht.
Das Fahrsystem der Attraktion wurde von der Themed Entertainment Association (TEA) als weltweit innovativstes Fahrsystem mit dem Thea Award nominiert. Diese Auszeichnung erfolgte am 23. April 2017 in Anaheim. Laut TEA überzeugte die Kombination aus Inverted Power Coaster, kombiniert mit einem Dark-Ride, 360-Grad-Drehungen, variabler Geschwindigkeit sowie On-Board-Sound.
2025 soll mit Delia's Adventure im BON Luxury Theme Park (Mexiko) eine annähernd baugleiche Anlage eröffnet werden.

## Geschichte
Am 8. April 2011 fand die Premiere des Films Arthur und die Minimoys 3 – Die große Entscheidung im Magic Cinema des Europa-Parks statt. Roland Mack kündigte eine weiterreichende strategische Partnerschaft mit dem Filmregisseur Luc Besson an. Diese Beziehung begründete der Geschäftsführer des Freizeitparks mit der hohen Verbundenheit mit Frankreich, aufgrund derer es sich lohne, den Kontakt nach Frankreich zu intensivieren. Im November 2011 stimmte der Gemeinderat von Rust dem Bau einer neuen mehr als 3000 m² großen Halle angrenzend an die Mitarbeiterwohnungen an der Hausener Straße zu. Am 13. November 2012 gab der Europa-Park offiziell das neue Projekt sowie erstmalige Verwendung eines neuen Achterbahntyps des Herstellers Mack Rides bekannt und begann am selben Tag mit den Bauarbeiten. Die Ankündigung fand parallel zur IAAPA-Messe in Orlando statt. Dort gab die Firma Mack Rides nähere Informationen zu Fahrsystem und der Funktionsweise der Achterbahn bekannt. Im August 2012 wurde der neue Achterbahntyp auf dem Betriebsgelände von Mack Rides getestet. Im Juli 2013 war der Rohbau des Gebäudes fertiggestellt und mehr als die Hälfte der Schienen von Arthur waren bereits montiert.
Im März 2014 gab der Europa-Park bekannt, dass die geplante Öffnung zum Saisonstart 2014 nicht eingehalten werden könne, sondern im Verlauf des Frühjahres. Ab dem 18. Juni 2014 begann eine Soft-Opening-Phase der Bahn. Offiziell eröffnet wurde die Bahn am 30. Juli 2014.

## Züge
Die acht Züge der Achterbahn haben jeweils drei Gondeln mit je vier Sitzplätzen. Die Züge hängen unter der Schiene und die Gondeln können sich um 360 Grad drehen. Jeder Zug wird von vier eigenständigen Elektromotoren angetrieben und ist rekuperierfähig.